# いまから出直し英語塾
『いまから出直し英語塾』（いまからでなおしえいごじゅく）は、NHK教育テレビジョンで放送されていた語学番組である。

## 番組内容
毎回さまざまなテーマに関する英語を、VTRを基にパブのマスターに扮した講師・大杉正明が解説しながら客といっしょに学習するという、一風変わったスタイルの講座だった。大杉は長年、NHKラジオの英語講座の講師として人気を集めていたが、この番組では30歳代以上をターゲットとし、その世代が英語に再チャレンジするお手伝いをするというスタンスを取った。
近年制作された語学番組では珍しく、CGセットではなく本物のセットを使用している。
2003年4月スタートの6ヶ月1シリーズで、翌2004年4月からも同期間の新作が作られた。その後は、編成の合間を見ながら、この2シリーズを随時再放送している。

## 出演者
- パブ「StartingOver」
  - 大杉正明（マスター・講師。清泉女子大学文学部英語英文学科教授）
  - スーザン・ネルソン（店員・ネイティブスピーカー）
- 客
  - 桂かい枝
  - 香坂みゆき（第1シリーズ）
  - 牧瀬里穂（第2シリーズ）

## 放送時間
1. 2003年度上期
【第1シリーズ】を放送。年度下期は放送なし。
本放送：金曜日 23:10～23:30
再放送：翌週木曜日 6:50～7:10 / 12:10～12:30
2. 2004年度
上期は【第2シリーズ】を放送。下期は【第1シリーズ】を再放送。
本放送：木曜日 23:10～23:30
再放送：翌週水曜日 6:50～7:10 / 12:10～12:30
3. 2005年度下期
【第2シリーズ】を再放送。年度上期は放送なし。
本放送：水曜日 23:10～23:30
再放送：翌週火曜日 6:50～7:10 / 12:10～12:30
4. 2006年度上期
【第1シリーズ】を再放送。年度下期は放送なし。
本放送：水曜日 23:10～23:30
再放送：翌週火曜日 6:50～7:10 / 12:10～12:30